# Harold Cassels
Harold Kennedy Cassels, född 4 november 1898 i Langzhong, död 23 januari 1975 i Taunton, var en brittisk landhockeyspelare.
Cassels blev olympisk guldmedaljör i landhockey vid sommarspelen 1920 i Antwerpen.